# 3908 Nyx
3908 Nyx é um asteroide que classificado como Amor, ele também é um asteroide cruzador de Marte. Ele tem um diâmetro estimado de 1–2 km e é um asteroide tipo V, o que significa que ele pode ser um fragmento do protoplaneta 4 Vesta.

## Descoberta e nomeação
3908 Nyx foi descoberto no 6 de agosto de 1980, pelos astrônomo Hans-Emil Schuster, e recebeu o nome de Nix, a deusa da escuridão e da noite na mitologia grega, o planeta anão Plutão tem uma lua também denominada de Nix. Para evitar confusão com 3908 Nyx, a lua de Plutão Nix foi alterada em relação à proposta inicial da ortografia clássica Nyx, para Nix.

## Características orbitais
A órbita de 3908 Nyx tem uma excentricidade de 0,459 e possui um semieixo maior de 1,928 UA. O seu periélio leva o mesmo a uma distância de 1,044 UA em relação ao Sol e seu afélio a 2,812 UA.